# Centropomus mexicanus
Centropomus mexicanus is een straalvinnige vissensoort uit de familie van glasbaarzen (Centropomidae). De wetenschappelijke naam van de soort is voor het eerst geldig gepubliceerd in 1868 door Bocourt.